# Crazy for You (Lied)
Crazy for You ist ein Lied der amerikanischen Pop-Sängerin Madonna aus dem Jahr 1985, das von John Bettis und Jon Lind geschrieben wurde. Es ist im Soundtrack zu den Filmen Vision Quest und 30 über Nacht enthalten.

## Geschichte
Anfangs tat sich der Produzent des Songs John Benitez schwer, da wie bei Gambler auch dieser Titel ursprünglich auf Wunsch des Labels Sire Records nicht veröffentlicht werden sollte. Das Label-Management glaubte, dass Crazy for You die anderen Auskopplungen aus dem Album Like a Virgin in den Hintergrund stellen würden. Der Song wurde mit kleinen Trommeln, Harfe, Synthesizer und E-Gitarre eingespielt. Der Text spielt auf die sexuelle Lust zweier Liebenden an.
Nach der Veröffentlichung am 20. Februar 1985 wurde dieser Song nach Like a Virgin Madonnas zweiter Nummer-eins-Hit in den Vereinigten Staaten, auch in den kanadischen und australischen Charts schaffte es das Lied an die Spitze. 1986 wurde der Song für die Grammy Awards in der Kategorie „Beste weibliche Gesangsdarbietung – Pop“ nominiert, verlor aber gegen Whitney Houstons Klassiker Saving All My Love for You.
In der Episode Long John Peter von Family Guy singt Chris Griffin den Song.

## Coverversionen
- 1999: Wise Guys
- 2008: Groove Armada
- 2009: New Found Glory feat. Max Bemis